# Hadohlavec duhový
Hadohlavec duhový (Channa bleheri) je sladkovodní paprskoploutvá ryba z čeledi hadohlavcovití (Channidae). Pochází z indického Ásámu, z povodí řeky Brahmaputry. Jako jeden z nejmenších a zároveň nejpestřeji zbarvených hadohlavců je oblíbený mezi akvaristy.

## Chov v akváriu
Přestože hadohlavci duhoví patří do skupiny tzv. trpasličích hadohlavců, vyžadují velké akvárium. Jörg Vierke uvádí jako naprosté minimum stolitrovou nádrž o rozměrech 110×30×30 cm (tedy vzhledem k objemu relativně dlouhou). Ideální je chovat pouze jeden pár, toho ale není zpočátku snadné dosáhnout, protože pohlavní rozdíly nejsou zřetelné. Mezi rybami stejného pohlaví ale dochází k potyčkám, které mohou vést až k tomu, že slabší ryby opustí akvárium. Hadohlavci jsou schopni vyskočit i z dobře zakrytého akvária. Je-li pohromadě chován jen jeden pár, chovají se ryby mírumilovně, může ale docházet k občasným rozepřím. Samec a samice obvykle obývají opačné konce nádrže, často se ale navštěvují (především z iniciativy samice) a dochází mezi nimi k milostným kontaktům.
Hadohlavec duhový pochází ze subtropických vod indického Ásámu a v zimě vyžaduje nižší teplotu vody (pod 20 °C).